# Peter Krieg

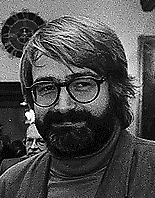
Peter Krieg (1987)

Peter Krieg (eigentlich Wilhelm Gladitz; * 27. August 1947 in Schwäbisch Gmünd; † 22. Juli 2009 in Berlin) war ein deutscher Dokumentarfilmer, Produzent und Autor. Die Dokumentarfilm-Regisseurin Nina Gladitz war seine Schwester.

## Leben und Wirken
Anfang der 1970er Jahre studierten Krieg und seine Frau Heidi Knott an der Deutschen Film- und Fernsehakademie in Berlin. Sie drehten und produzierten ihre Filme gemeinsam für die eigene Firma Teldok Film Television und Dokumentar Film GmbH & Co. KG. Fördergelder erhielten sie von verschiedenen Institutionen wie der Weltgesundheitsorganisation WHO oder von karitativen Einrichtungen wie der Stiftung Brot für die Welt. Dabei behielten sie die Filmrechte selbst, um Fremdbestimmung im Umgang mit ihren Filmen auszuschließen, auch wenn dies einen Einnahmeverzicht bedeutete.
In seinen Dokumentarfilmen befasste er sich mit den problematischen Beziehungen zwischen der sogenannten „ersten“ und „dritten Welt“. Der Film Flaschenkinder (1975) greift den Nestlé-Konzern wegen dessen Babynahrungskampagne in Entwicklungsländern an.
Auf besondere Resonanz stieß der Film Septemberweizen (1980), für den Krieg 1981 einen Adolf-Grimme-Preis mit Gold und ein Filmband in Silber erhielt. Am Beispiel der amerikanischen Weizenproduktion forscht er hierin nach den Ursachen von Hunger in Zeiten des Überflusses. Darüber hinaus verfasste er ebenso theoretische Abhandlungen über den Dokumentarfilm in der Postmoderne.
Für die Dokumentation Bahnhofstraße Zürich oder Das Packeissyndrom erhielt Krieg 1983 eine ehrende Anerkennung beim Adolf-Grimme-Preis.
Ab 1994 beschäftigte sich Krieg auch mit der Produktion, Beratung und Betreuung von Spezialproduktionen im Medienbereich, so etwa für die Expo 2000.
Krieg starb im Alter von 61 Jahren an den Folgen einer schweren Operation.

## Filmografie
Als Regisseur:
- 1973: Der Hof für die Pachteinnahme
- 1973: Fischkrieg: David besiegt Goliath
- 1975: Flaschenkinder
- 1976: Saat der Gesundheit
- 1977: Sangham
- 1978: Angepasste Technologie
- 1978: Medizin der Befreiung
- 1979: Patenkinder
- 1980: Septemberweizen
- 1982: Der Traum vom Überleben
- 1982: Das Packeis-Syndrom
- 1983: Das Versprechen von Nürnberg
- 1984: Bericht von einem verlassenen Planeten
- 1986: Vaters Land
- 1987: Die Seele des Geldes
- 1988: Maschinenträume
- 1991: Suspicious Minds oder die Ordnung des Chaos
- 1993: Das Katastrophenspiel
- 1993: Addio Afrika?
- 1994: TV a la carte
- 1995: Der magische Effekt
- 2009: Konsens in Somaliland

## Publikationen
- „Die  paranoide Maschine“. Leipzig: E.A. Seemann, 2005. ISBN 978-3-936931-18-1
- Das Auge des Be-trachters: Zu Ehren von Heinz von Foerster, des "Sokrates der Kybernetiker", haben der Psychologe Paul Watzlawick und Dokumentarfilmer Peter Krieg unter dem Motto "Das Auge des Be-trachters" Wissenschaftler von Rang eingeladen, den Einfluss des radikalen Konstruktivismus Heinz von Foersters nachzuzeichnen. Dabei entstand ein Einblick in den Stand konstruktivistischen Denkens in Soziologie, Biologie, Literaturwissenschaft und Psychologie bis hin zum Journalismus. (Hannover : Heise 2005, ISBN 3-936931-18-6)
- Der Mensch stirbt nicht am Brot allein : vom Weizen zum Brot zum Hunger ; Lesebuch zum Film "Septemberweizen", Frankfurt am Main : Zweitausendeins, 1987. OCLC 45280456
- Der 11. September und seine Folgen, herausgegeben von Dirk Baecker, Peter Krieg und Fritz B. Simon. In diesem Buch versuchen die Autoren nach literarischen, soziologischen und systemischen Möglichkeiten, den Konflikt darzustellen, ohne für eine der beteiligten Seiten Stellung zu beziehen.[10]